# ハニーハニーのすてきな冒険
『ハニー・ハニーのすてきな冒険』（ハニー・ハニーのすてきなぼうけん）は、水野英子の少女漫画、およびそれを原作としたテレビアニメ。漫画は、1966年から『りぼん』（集英社）にて連載された。

## ストーリー
猫の「リリー」が誤って飲み込んでしまった宝石は、フローレル姫所有の世界的に知られた名ダイアモンド“アマゾンのほほえみ”だった。そのため、リリーの飼い主である少女「ハニー・ハニー」は、愛猫と共に世界中を股にかけた逃避行をする羽目に。物語の舞台は1907年頃の西欧、東欧、日本などである。

### 主な登場人物
ハニー・ハニー
声 - 松島みのり
本編の主人公。14歳。愛猫・リリーとの「逃避行」を始める前までは、ウィーンの街のとあるレストランに勤めていた。非常に勝気で活発な女の子。生後間もなく両親に捨てられたため、自分の実の親を知らない。実母に代わって彼女を大事に育ててくれた養母は、修道女である。
リリー
声 - 白石冬美
ハニーの愛猫。“アマゾンのほほえみ”を誤って飲み込んでしまった。
フェニックス
声 - 井上真樹夫
世界中の警察官達からマークされている「世紀の大怪盗」。リリーの腹中にある“アマゾンのほほえみ”を得るため、ハニー・ハニーに付きまとう。容姿端麗なナイス・ガイ。
フローレル姫
声 - 白石冬美
オーストリア王国の王女。19歳。国王夫妻の一人娘で、傲慢な性格の持ち主である。

## 単行本
- 1968年12月に「サンコミックス」（朝日ソノラマ）から全2巻が発売。その後アニメ化に合わせて、1981年10月に同じ「サンコミックス」から全2巻が新装再発売された。新装版のカバーは、タイトルロゴ&イラストはアニメから流用、また発売当時は、番組宣伝用の帯が添えられていた。
- 文庫本は2003年3月に双葉社から全2巻が発売された。また、2006年にはチクマ秀版社からも単行本が刊行された[1]。

## テレビアニメ
1981年10月17日から1982年5月1日まで、フジテレビ他にて放送された。全29話。
テレビアニメ版で主人公達が訪ねた国々は、 イタリア王国・ ドイツ帝国・ フランス共和国・ スペイン王国・ ポルトガル王国・ ノルウェーなど、計17ヶ国である。アニメでは オーストリア＝ハンガリー帝国から始まった「冒険」は、 アメリカ合衆国にて終焉を迎えているが、原作漫画ではアメリカから去った後のハニー・ハニーらの活躍も描かれている。

### スタッフ
- 製作：壺田重三（国際映画社）
- 企画：壺田重夫（国際映画社）
- 音楽：小森昭宏
- チーフディレクター：しらとたけし（白土武）、新田義方
- キャラクターデザイン：正延宏三
- 美術設定：山本善之
- プロデューサー：壺田重夫（国際映画社）、青木藤吉（国際映画社）
- 製作担当：今野俊和
- キャスティング協力：青二プロダクション
- 編集：千蔵豊（タバック）
- 録音：大塚晴寿
- 効果：佐藤一俊（E&M）
- 録音演出：山田悦司
- 製作事務：小田すみえ、藤家和正
- 現像：東映化学
- 美術：杉浦正一郎、明石貞一、田原優子、飯島久美子 他
- アニメーション制作：東映動画（現・東映アニメーション、ノンクレジット）
- 制作：国際映画社

### 主題歌
オープニングテーマ - 『ハートは大騒ぎ』
作詞 - 中里綴 / 作曲・編曲 - 小森昭宏 / 歌 - 芹洋子
エンディングテーマ - 『虹の少女』
作詞 - 中里綴 / 作曲・編曲 - 小森昭宏 / 歌 - 芹洋子

### 放送リスト
| 話数 | サブタイトル                   | 脚本     | 演出                  | 作画監督 |
| ---- | ------------------------------ | -------- | --------------------- | -------- |
| 1    | ねこがダイヤを食べちゃった     | 辻真先   | 白土武                | 白土武   |
| 2    | 水の都は大騒ぎ                 | 辻真先   | 山本寛巳 川端蓮司     | 大工原章 |
| 3    | ナポリを見て逃げろ             | 辻真先   | 高垣幸蔵              | 篠田章   |
| 4    | アルプス急行 SOS               | 雪室俊一 | 浜田稔 高垣幸蔵       | 菊池城二 |
| 5    | ベルンの森の赤い矢             | 雪室俊一 | 康村正一              | 河村信道 |
| 6    | ハメルンは猫がいっぱい         | 三宅直子 | 浜田稔 山本寛巳       | 篠田章   |
| 7    | 古城の恋の鬼ごっこ             | 三宅直子 | 又野弘道              | 白土武   |
| 8    | フェニックス 風車支部          | 辻真先   | 山本寛巳 川端蓮司     | 大工原章 |
| 9    | 1日だけのお妃さま              | 辻真先   | 高垣幸蔵              | 篠田章   |
| 10   | こよい シンデレラ              | 辻真先   | 高垣幸蔵              | 菊池城二 |
| 11   | オルレアンの魔女屋敷           | 三宅直子 | 新田義方              | 河村信道 |
| 12   | サーカスはてんやわんや         | 三宅直子 | 浜田稔 宮崎一哉       | 飯野皓   |
| 13   | モンテカルロの青い疾風（かぜ） | 雪室俊一 | 山本寛巳              | 篠田章   |
| 14   | 大聖堂の鐘が鳴る               | 雪室俊一 | 高垣幸蔵              | 篠田章   |
| 15   | マドリッドのほほえみ           | 雪室俊一 | 浜田稔 川端蓮司       | 大工原章 |
| 16   | ジブラルタルの要塞             | 辻真先   | しらとたけし 又野弘道 | 白土武   |
| 17   | 世界最高のカステラ             | 辻真先   | 浜田稔 川端蓮司       | 菊池城二 |
| 18   | リリーの大ピンチ！！           | 三宅直子 | 康村正一              | 河村信道 |
| 19   | 走れハニー！十二時までに       | 三宅直子 | 宮崎一哉              | 上村栄司 |
| 20   | ハニーの秘密                   | 三宅直子 | 浜田稔 川端蓮司       | 菊池城二 |
| 21   | さらわれたハニー               | 三宅直子 | 山本寛巳              | 篠田章   |
| 22   | ツンドラ城のとりこ             | 雪室俊一 | 新田義方              | 大工原章 |
| 23   | SF大追跡                       | 辻真先   | 浜田稔 高垣幸蔵       | 菊池城二 |
| 24   | わんぱく王子                   | 辻真先   | しらとたけし 又野弘道 | 白土武   |
| 25   | 売られたリリー                 | 三宅直子 | 康村正一              | 河村信道 |
| 26   | 魔法はまかせて                 | 三宅直子 | 小鹿英吉              | 上村栄司 |
| 27   | 飛んで飛んでインド             | 安藤豊弘 | 浜田稔 川端蓮司       | 菊池城二 |
| 28   | 大スター 花てんぐ              | 安藤豊弘 | 高垣幸蔵              | 菊池城二 |
| 29   | ハロー・さよならニューヨーク   | 辻真先   | 新田義方 小沢範久     | 上村栄司 |

- 1982年1月2日は正月特番『スーパースター新春イントロ大作戦』（『クイズ・ドレミファドン!』の正月版。18:00 - 19:00）のため休止。

## ビデオソフト化
1984年頃に東芝映像ソフトから総集編のビデオソフトがVHSとベータで発売された。ビデオはその後一切再発売されておらず、2018年現在BD・DVD化も行われていない。

## 放送局
放送日時について、福島中央テレビ、熊本放送以外は1982年3月中旬 - 4月上旬時点のものとする。
| 放送地域   | 放送局         | 放送日時                                                                   | 放送系列       | 備考                    |
| ---------- | -------------- | -------------------------------------------------------------------------- | -------------- | ----------------------- |
| 関東広域圏 | フジテレビ     | 土曜 18:00 - 18:30                                                         | フジテレビ系列 | 制作局                  |
| 北海道     | 北海道文化放送 | 土曜 18:00 - 18:30                                                         | フジテレビ系列 |                         |
| 青森県     | 青森テレビ     | 土曜 17:00 - 17:30                                                         | TBS系列        |                         |
| 宮城県     | 仙台放送       | 金曜 19:00 - 19:30                                                         | フジテレビ系列 |                         |
| 新潟県     | 新潟放送       | 火曜 17:30 - 18:00                                                         | TBS系列        |                         |
| 中京広域圏 | 東海テレビ     | 金曜 16:00 - 16:30                                                         | フジテレビ系列 |                         |
| 近畿広域圏 | 関西テレビ     | 土曜 8:00 - 8:30                                                           | フジテレビ系列 | 先行放送                |
| 広島県     | テレビ新広島   | 水曜 16:30 - 17:00                                                         | フジテレビ系列 |                         |
| 福岡県     | 福岡放送       | 日曜 7:30 - 8:00（1982年3月まで） 土曜 8:15 - 8:45（1982年4月から）        | 日本テレビ系列 | 1982年4月以降は先行放送 |
| 福島県     | 福島中央テレビ | 日曜 7:30 - 8:00（1984年3月 - 9月）→ 土曜 6:15 - 6:45（1984年10月 - 11月） | 日本テレビ系列 | 1984年に放送            |
| 熊本県     | 熊本放送       | 金曜 16:00 - 16:30                                                         | TBS系列        | 1984年に放送            |